# 氟伏沙明
氟伏沙明（Fluvoxamine）是一种选择性5-羟色胺再吸收抑制剂（SSRI）型的抗抑郁药，其药物形态为马来酸氟伏沙明（Fluvoxamine Maleate），商品名为“兰释”（Luvox）。在临床上常用于抑郁症及相关症状和强迫症的治疗。同时，兰释也可以治疗暴饮暴食症。
巴西的一项大型随机对照试验报告标明，在早期诊断为COVID-19的高风险门诊病人中，用氟伏沙明治疗减少了重病、住院的可能。